# Liste de ponts du Guatemala
Cet article a pour vocation de présenter une liste de ponts remarquables du Guatemala, tant par leurs caractéristiques dimensionnelles, que par leur intérêt architectural ou historique.

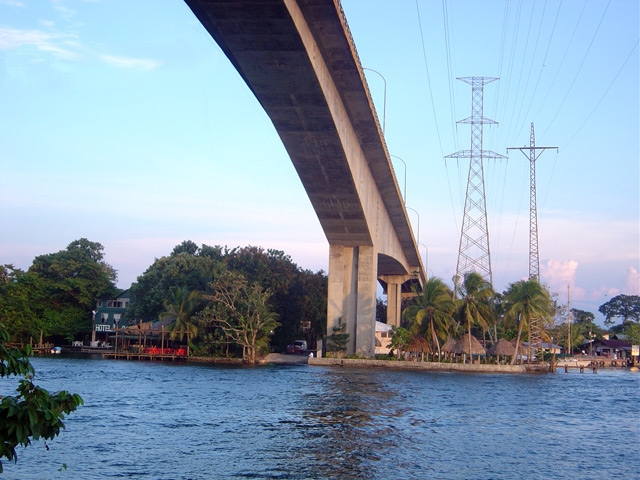
Le pont du río Dulce, l'une des plus grandes portées du Guatemala.

La catégorie lien donne la classification de l'ouvrage parmi ceux présentés et propose un lien vers la fiche technique du pont sur le site Structurae, base de données et galerie internationale d'ouvrages d'art. La liste peut être triée selon les différentes entrées du tableau pour voir ainsi les ponts en arc ou les ouvrages les plus récents par exemple.
Les colonnes portée et longueur, exprimées en mètres indiquent respectivement la distance entre les pylônes de la travée principale et la longueur totale de l'ouvrage, viaducs d'accès compris.

## Ponts présentant un intérêt historique ou architectural
|                     |   | Nom                                   | Distinction                                                                                                | Long. | Type                                                       | Voie portée Voie franchie                      | Date         | Localisation                                              | État                     | Ref.  |
| ------------------- | - | ------------------------------------- | --- | ----- | ---------------------------------------------------------- | ---------------------------------------------- | ------------ | --------------------------------------------------------- | ------------------------ | ----- |
|                     | 1 | Pont maya de Yaxchilan détruit        | Possible plus grande portée du monde jusqu'au XIVe siècle Portée : 63 mètres Frontière Guatemala - Mexique |       | Suspendu Pylônes en pierre                                 | Passerelle Río Usumacinta                      | VIIe siècle  | Yaxchilan 16° 54′ 05″ N, 90° 57′ 51,4″ O                  | Petén Mexique            | ,     |
| Puente Los Esclavos | 2 | Pont des Esclaves                     | |       | Maçonnerie 11 arcs plein cintre                            | Río Los Esclavos                               | 1592         | Cuilapa 14° 15′ 12″ N, 90° 16′ 38,3″ O                    | Santa Rosa               | [ 3 ] |
|                     | 3 | Arche de Santa Catalina               | Ville d'Antigua Guatemala · Patrimoine mondial (1979)                                                      |       | Maçonnerie 1 arche plein cintre                            | Passerelle 5a Avenida Norte                    | XVIIe siècle | Antigua Guatemala 14° 33′ 34,6″ N, 90° 44′ 02,9″ O        | Sacatepéquez             | [ 4 ] |
|                     | 4 | Vieux pont de Salamá                  | |       | Pont couvert Bois, brique                                  | Passerelle                                     | 1887         | Salamá 15° 06′ 16,9″ N, 90° 19′ 02″ O                     | Baja Verapaz             | [ 5 ] |
|                     | 5 | Pont des Vaches                       | Hauteur libre : 72 mètres                                                                                  | 226   | Pont à tréteaux Treillis acier                             | Ligne Guatemala - Puerto Barrios Río Las Vacas | 1908         | Guatemala 14° 38′ 54″ N, 90° 29′ 09,5″ O                  | Département de Guatemala | [ 6 ] |
| Puente Gucumatz     | 6 | Pont Gucumatz                         | |       | Maçonnerie 1 arche plein cintre                            | 4a Calle 5a Avenida                            | 1932         | Chichicastenango 14° 56′ 40,3″ N, 91° 06′ 38,4″ O         | Quiché                   | [ 7 ] |
|                     | 7 | Arche du Bureau de Poste du Guatemala | |       |                                                            | Passerelle 12 Calle                            | 1940         | Guatemala 14° 38′ 13,6″ N, 90° 30′ 46,6″ O                | Département de Guatemala |       |
|                     | 8 | Pont sur le río Paz                   | Frontière Guatemala - Salvador                                                                             | 122   | Suspendu Tablier poutres acier, dalle béton, pylônes acier | Río Paz                                        | 1949         | El Tesoro - Las Chinamas 14° 01′ 03,2″ N, 89° 54′ 23,1″ O | Jutiapa Salvador         |       |

## Grands ponts
Ce tableau présente les ouvrages ayant des portées supérieures à 100 mètres ou une longueur totale de plus de 3 000 mètres (liste non exhaustive).
|                           |   | Nom                                  | Portée | Long. | Type                                          | Voie portée Voie franchie         | Date | Localisation                               | Département              | Ref.   |
| ------------------------- | - | ------------------------------------ | ------ | ----- | --------------------------------------------- | --------------------------------- | ---- | ------------------------------------------ | ------------------------ | ------ |
| Puente Orellana           | 1 | Pont Orellana détruit le 29 mai 2010 | 124    |       | Suspendu Tablier poutres acier, pylônes acier | Motagua                           | 1927 | El Rancho 14° 55′ 10,2″ N, 90° 00′ 08,5″ O | El Progreso              | [ 8 ]  |
| Puente el Incienso        | 2 | Pont el Incienso                     | 122    | 390   | Poutre-caisson Béton précontraint 64+122+64   | Anillo Periferico Río La Barranca | 1974 | Guatemala 14° 38′ 52,2″ N, 90° 31′ 38,1″ O | Département de Guatemala | [ 9 ]  |
| Puente sobre el río Dulce | 3 | Pont du río Dulce                    |        | 900   | Poutre-caisson Béton précontraint             | Rio Dulce                         | 1980 | Río Dulce 15° 39′ 24,5″ N, 88° 59′ 55,7″ O | Izabal                   | [ 10 ] |
| Puente El Naranjo         | 4 | Pont El Naranjo                      |        |       | Poutre-caisson Béton précontraint             | Bulevar El Naranjo Río Las Vacas  |      | Guatemala 14° 38′ 50,5″ N, 90° 32′ 21,2″ O | Département de Guatemala |        |